# Коле Капелино (Рим)
Коле Капелино је насеље у Италији у округу Рим, региону Лацио.
Према процени из 2011. у насељу је живело 228 становника. Насеље се налази на надморској висини од 359 м.